# Grand Prix Cycliste de Montréal 2018
Il Grand Prix Cycliste de Montréal 2018, nona edizione della corsa, valido come trentaquattresima prova dell'UCI World Tour 2018 categoria 1.UWT, si svolse il 9 settembre 2018 su un percorso di 195,2 km a Montréal, in Canada. La vittoria fu appannaggio dell'australiano Michael Matthews, che completò il percorso in 5h19'27" alla media di 36,66 km/h precedendo l'italiano Sonny Colbrelli e il belga Greg Van Avermaet.
Al traguardo di Montréal 102 ciclisti, su 143 partenti, portarono a termine la manifestazione.

## Squadre e corridori partecipanti
Hanno partecipato alla competizione 21 squadre: oltre alle 18 formazioni World Tour, gli organizzatori hanno invitato due team con licenza Professional Continental: Israel Cycling Academy e Rally Cycling, con l'aggiunta della nazionale canadese.
| N.      | Cod. | Squadra             |
| ------- | ---- | ------------------- |
| 1-7     | BMC  | BMC Racing Team     |
| 11-17   | UAD  | UAE Team Emirates   |
| 21-27   | QST  | Quick-Step Floors   |
| 31-37   | SKY  | Team Sky            |
| 41-47   | BOH  | Bora-Hansgrohe      |
| 52-57   | MTS  | Mitchelton-Scott    |
| 61-67   | MOV  | Movistar Team       |
| 71-77   | AST  | Astana Pro Team     |
| 81-87   | TLJ  | Team Lotto NL-Jumbo |
| 91-97   | TBM  | Bahrain-Merida      |
| 101-107 | SUN  | Team Sunweb         |

| N.      | Cod. | Squadra                        |
| ------- | ---- | ------------------------------ |
| 111-117 | ALM  | AG2R La Mondiale               |
| 121-127 | TFS  | Trek-Segafredo                 |
| 131-137 | LTS  | Lotto Soudal                   |
| 141-147 | EFD  | Team EF Education First-Drapac |
| 151-157 | GFC  | Groupama-FDJ                   |
| 161-167 | TKA  | Team Katusha Alpecin           |
| 171-177 | DDD  | Team Dimension Data            |
| 181-187 | ICA  | Israel Cycling Academy         |
| 191-197 | RLY  | Rally Cycling                  |
| 201-207 | CAN  | Canada                         |

## Ordine d'arrivo (Top 10)
| Pos. | Corridore            | Squadra      | Tempo    |
| ---- | -------------------- | ------------ | -------- |
| 1    | Michael Matthews     | Sunweb       | 5h19'27" |
| 2    | Sonny Colbrelli      | Bahrain-Mer. | s.t.     |
| 3    | Greg Van Avermaet    | BMC          | s.t.     |
| 4    | Oliver Naesen        | AG2R         | s.t.     |
| 5    | Timo Roosen          | Lotto NL     | s.t.     |
| 6    | Rui Costa            | UAE          | s.t.     |
| 7    | Diego Ulissi         | UAE          | s.t.     |
| 8    | Michael Valgren      | Astana       | s.t.     |
| 9    | Patrick Konrad       | Bora         | s.t.     |
| 10   | Edvald Boasson Hagen | Dimension    | s.t.     |